# Thomas Green (kayak)
Pour les articles homonymes, voir Thomas Green.
Thomas Green, né le 3 juin 1999 dans la la province du Queensland , est un kayakiste australien pratiquant la course en ligne. Il est licencié au Currumbin Creek.

## Carrière sportive
En 2017, il participe au championnat national de sauvetage sportif.
Il concoure en 2018 en remportant le titre de champion du monde en U23 en kayak biplace sur la distance de 1000m avec Joel McKitterick . Il finit au pied du podium lors des championnats du monde de 2019 en K1 sur 500m. En 2020, il truste plusieurs podium aux championnats d'Océanie de course en ligne avec trois titre en kayak monoplace et biplace avec son coéquipier Jean van der Westhuyzen.
En 2021, il remporte une médaille d'or au K2 1000 mètres aux Jeux olympiques d'été de 2020, aux côtés de Jean van der Westhuyzen. Green a également participé au K1 1000 mètres en terminant à la 7e place

## Palmarès

### Jeux olympiques
- 2020 à Tokyo,  Japon
  -  Médaille d'or en K-2 1000 m

### Championnats d'Océanie de course en ligne
- 2018 à Penrith  Australie
  -  Médaille d'argent en K-4 500 m
- 2020 à Penrith  Australie
  -  Médaille d'or en K-1 500 m
  -  Médaille d'or en K-1 1000 m
  -  Médaille d'or en K-2 1000 m
  -  Médaille d'argent en K-4 500 m